# Роберт Књаз
Роберт Књаз (Загреб, 7. мај 1971) је хрватски ТВ водитељ.
Завршио је Економски факултет. Први му је посао био на Дугавској кабловској телевизији, након тога на ОТВ-у је био водитељ емисије "Сербус Загреб" те после водитељ програма. Након емисије "Залеђе" Књаз је прешао на ХТВ, где је уређивао "свлачионицу". Након тога добио је стипендију Стејт Департмента те отишао на једногодишње стручно усавршавање за новинаре у САД, а кад се вратио у Хрватску, прешао је на РТЛ Телевизију. Први пројекат на РТЛ Телевизији био је фудбалски-путопис "У Паклу Португала 2", сниман пре и за време трајања Европског фудбалског првенства у Португалу. Серијал је емитован у шест епизода. Након тога, у јесен 2004. године почиње са снимањем "Мјењачнице". У "Мјењачници" су се нашле многе особе из хрватског јавног живота и на један дан мењале са "обичним" људима. Након две сезоне "Мјењачнице", Роберт Књаз је снимао путописни шоу "Колеџицом по свијету". Тренутно снима шоу "Највећи хрватски мистерији".